# Magnetisch-induktiver Durchflussmesser

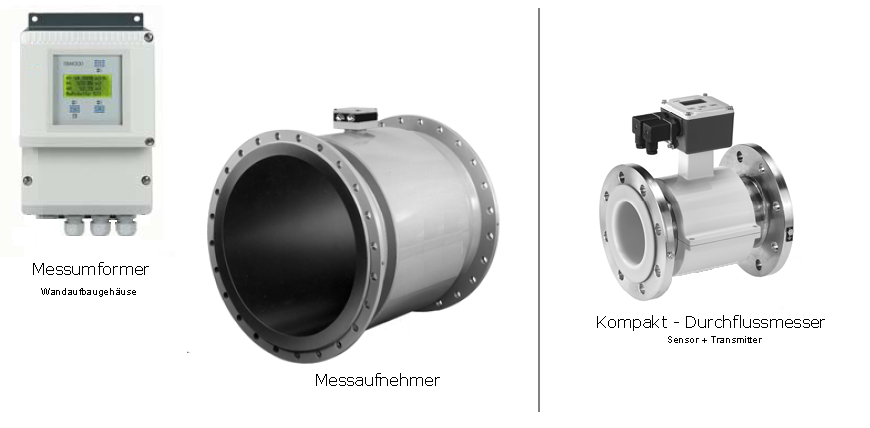
Aufbau Kompakt- und getrennte Version (Sensor + Transmitter)

Magnetisch-induktive Durchflussmesser, kurz MID, verwenden eine Messmethode, die auf dem Faraday’schen Gesetz der elektromagnetischen Induktion beruht. Der Messaufnehmer erzeugt aus dem Durchfluss ein elektrisch nutzbares Signal.

## Geschichte
Die erste Grundlage zur magnetisch-induktiven Messung der Strömungsgeschwindigkeit wurde im Jahre 1832 in einer Veröffentlichung von Michael Faraday festgehalten.
Die moderne elektronische Schaltungstechnik der 1970er Jahre in Verbindung mit magnetischen Wechselfeldern ermöglichte die Filterung von Störsignalen, die auf elektrochemische Vorgänge beim Erzeugen des Magnetfeldes zurückzuführen sind. Somit stand dem weitverbreiteten industriellen Einsatz magnetisch-induktiver Durchflussmesser (MID) nichts mehr im Wege.

## Aufbauprinzip

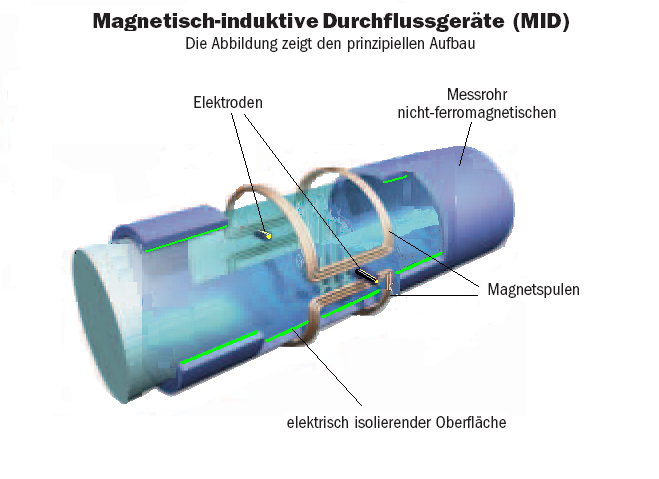
Messaufnehmer Aufbau

Ein magnetisch-induktiver Durchflussmesser besteht im Grundprinzip aus einem Messrohr aus Metall, das von einem eine elektrische Mindestleitfähigkeit aufweisenden Messgut durchflossen wird, welches von einem mittels Spulen erzeugten Magnetfeld durchsetzt ist. In dem Magnetfeld befinden sich (mindestens) zwei am Messrohr gegenüberliegend, quer zum Magnetfeld angeordnete Messelektroden, die zur Erfassung der induktiv erzeugten Messspannung vorgesehen sind. Das metallische Messrohr ist mit einer elektrisch isolierenden Innenbeschichtung oder Auskleidung versehen. Typische Auskleidungen bestehen aus Kunststoff (z. B. PP, PTFE, PEEK) oder technischer Keramik (z. B. Aluminiumoxid oder Zirconiumoxid).
Die komplette Messstelle eines magnetisch-induktiven Durchflussmessers besteht aus einem Messaufnehmer und einem zugehörigen Messumformer.

## Messprinzip

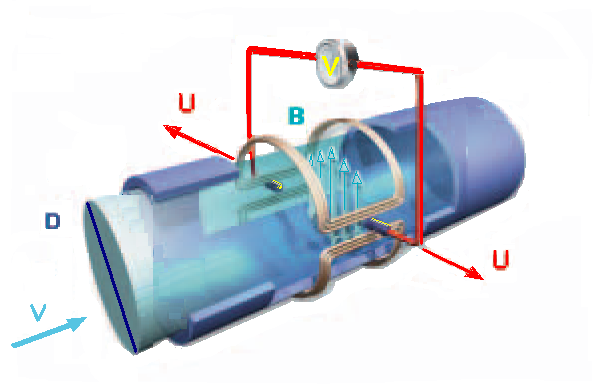
Messprinzip

Das Messprinzip dieser Durchflussmesser nutzt die Trennung bewegter Ladungen in einem Magnetfeld (Hall-Effekt). Durch ein Rohr aus nichtmagnetischem Werkstoff, das innen eine elektrisch isolierende Auskleidung hat, strömt die zu messende leitfähige Flüssigkeit.
Von außen wird mittels Spulen ein senkrecht zur Flussrichtung orientiertes Magnetfeld aufgebracht. Die in der leitfähigen Flüssigkeit vorhandenen Ladungsträger, Ionen oder geladene Teilchen, werden durch das Magnetfeld abgelenkt: die positiven Ladungsträger zum Beispiel nach links, die negativen nach rechts. An den senkrecht zum Magnetfeld angeordneten Messelektroden entsteht durch die Ladungstrennung eine Spannung, die mit einem Messgerät (Auswertegerät) erfasst wird.
Die Höhe der gemessenen Spannung ist proportional der Strömungsgeschwindigkeit der Ladungsträger, d. h. zu deren Fließgeschwindigkeit.

### Magnetfeld
Das Magnetfeld wird in modernen Konstruktionen durch einen getakteten Gleichstrom wechselnder Polarität erzeugt. Dies gewährleistet einen stabilen Nullpunkt und macht die Messung unempfindlich gegenüber Einflüssen durch Mehrphasenstoffe und Inhomogenitäten in der Flüssigkeit. Auch bei geringer Leitfähigkeit ist ein brauchbares Messsignal erreichbar.

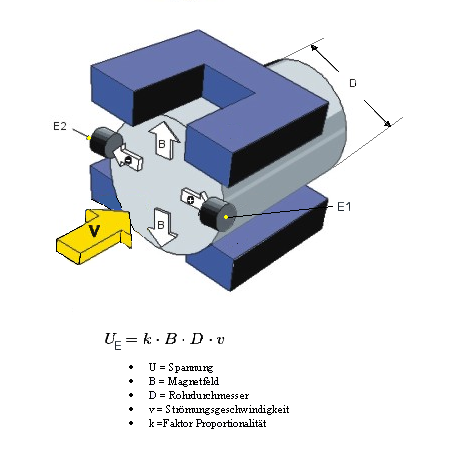

Bei Magnetfeldern, die mit reiner Wechselspannung betrieben werden, kommt es zur Induktion von Störspannungen an den Elektroden, die jedoch durch aufwendige und geeignete Filter weitgehend unterdrückt werden können.

### Nutzspannung
Wird nun eine Messflüssigkeit durch das Rohr bewegt, liegt, gemäß dem Induktionsgesetz, an den beiden Messelektroden, die an dem Messrohr senkrecht zur Fließrichtung und dem Magnetfeld B angeordnet sind, eine Spannung U an. Diese Spannung ist bei einem symmetrischen Strömungsprofil und einem homogenen Magnetfeld direkt proportional zur mittleren Strömungsgeschwindigkeit v. Das induktive Durchflussmessverfahren ist in der Lage, direkt aus dem Durchfluss ein elektrisch nutzbares Signal zur Weiterverarbeitung zu erzeugen.
Daraus lässt sich der Zusammenhang wie folgt berechnen:
{\displaystyle U=k\cdot B\cdot D\cdot v}
mit U = Spannung, k = Proportionalitätsfaktor, B = Magnetfeld, D = Rohrdurchmesser, v = Strömungsgeschwindigkeit
Durch eine nachgeschaltete Auswerteeinheit wird die Spannung in ein entsprechendes Nutzsignal umgewandelt.

### Elektroden

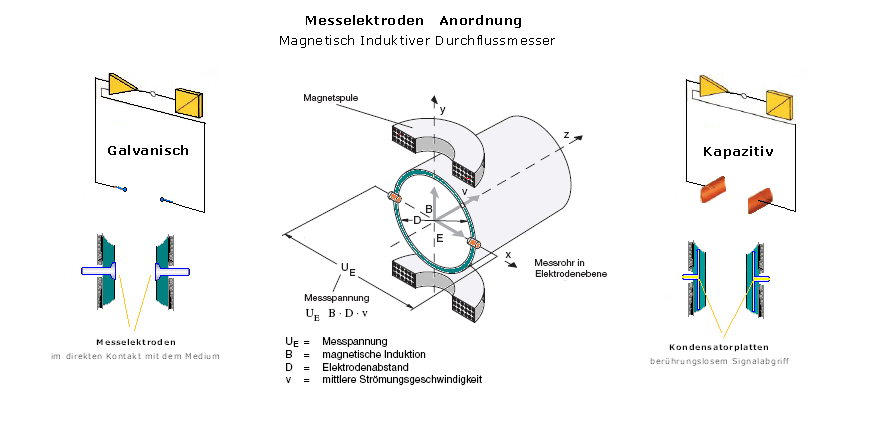
Elektrodenanordnung

Die Auswahl des richtigen Elektrodenmaterials ist ein entscheidender Faktor für eine zuverlässige Funktion und Messgenauigkeit einer magnetisch-induktiven Durchflussmessung.

#### Galvanischer Signalabgriff
Die Messelektroden stehen im direkten Kontakt mit dem Medium und müssen somit ausreichend korrosionsbeständig sein und einen guten elektrischen Übergang zum Messgut gewährleisten.
Elektrodenmaterialien sind meist Edelstähle, CrNi-Legierungen, Platin, Tantal, Titan, Zirkonium.
Bei Messwertaufnehmern mit Keramik-Messrohren werden eingesinterte Elektroden verwendet.

#### Kapazitiver Signalabgriff
Für Messstoffe mit extrem niedriger elektrischer Leitfähigkeit und für Medien, die isolierende Ablagerungen auf der Rohrwand bilden können und damit den Kontakt zwischen Messstoff und Elektrode unterbrechen würden, kommen heute Messwertaufnehmer mit berührungslosem kapazitivem Signalabgriff zur Anwendung.
Die Elektroden sind hierbei durch großflächige Kondensatorplatten ersetzt und auf der Außenseite der Auskleidung des nicht leitenden Messrohres angebracht. Bei MID mit kapazitivem Signalabgriff unter Verwendung von Keramik-Messrohren wird die Kondensatorfläche auf das Aluminiumoxid-Messrohr aufgesintert.

#### Durchfluss
Aus dem Rohrdurchmesser D und der mittleren Strömungsgeschwindigkeit v kann somit der Wert des Durchflusses Q abgeleitet werden:
{\displaystyle Q=v\cdot A=v\cdot {\frac {\pi \cdot D^{2}}{4}}}
Sowohl für laminare wie für turbulente Strömungen ergibt sich eine lineare Abhängigkeit der Nutzspannung U von der Strömungsgeschwindigkeit v. Der Volumenstrom hängt von der Strömungsgeschwindigkeit und der Nennweite des Durchflussmessgerätes ab.

## Anwendungen

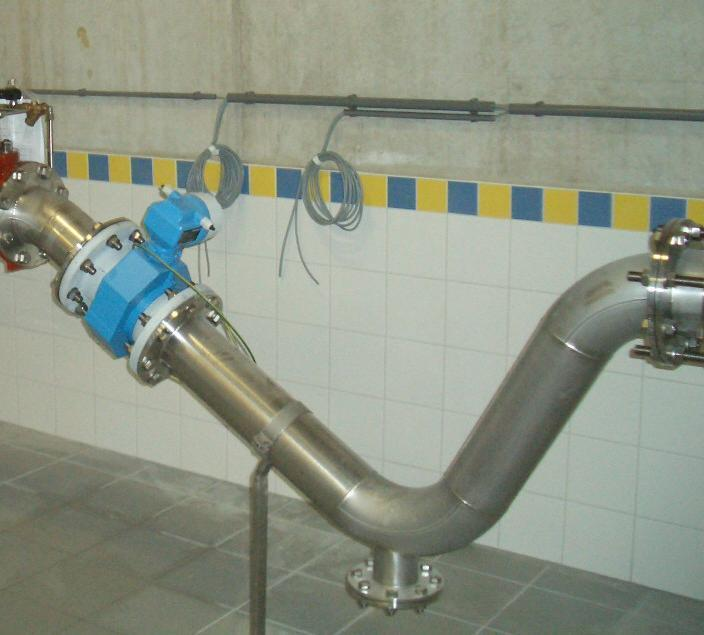
MID-Messstelle im Wasserwerk

Magnetisch-induktive Durchflussmesser für leitende Flüssigkeiten: Wasser, Breie, Pasten, Schlämme, Säuren, Laugen, Säfte und Emulsionen, einschließlich Flüssigkeiten mit einer Mindestleitfähigkeit von 0,5 µS/cm. Vielfältige Produktfunktionen und technische Eigenschaften garantieren die Eignung für fast alle Anwendungen wie zum Beispiel:
- Hygienische und sterile Anwendungen
- Abfüll- und Dosierapplikationen
- Chemie
- Pharma
- Wasser, Netzwerke
- Abwasser
- Papier und Zellstoff

Magnetisch-induktive Durchflussmesser für besondere Anwendungen:
- Einsatz durch Sonderaufbau Nutzsignalabgriffe bei teilgefüllter Rohrleitung und Füllstanderkennung.
- Kommunikation via HART, PROFIBUS DP/PA, FOUNDATION fieldbus, Modbus, EtherNet/IP, Bluetooth
- einsetzbar in explosionsgefährdeten Bereichen

### Vorteile
- Messprinzip praktisch unabhängig von Druck, Dichte, Temperatur und Viskosität
- Auch feststoffbeladene Flüssigkeiten (z. B. Erzschlämme, Zellstoffbreie)
- Keine beweglichen Teile, daher kein Verschleiß
- Keine Druckverluste
- Keine störenden Einbauten, Messstreckenverlauf wie Rohrleitung
- CIP-/SIP-reinigbar, molchbar da freier Rohrquerschnitt
- Lineares Ausgangssignal
- Auch für aggressive und korrosive Produkte (z. B. mit keramischer Auskleidung)
- Kein Einfluss der Leitfähigkeit, wenn sie größer 5 µS/cm
- Hohe Messgenauigkeit auch unter Feststoffbelastung und bei Gaseinschlüssen
- Hohe Reproduzierbarkeit und Langzeitstabilität
- Minimaler Wartungs- und Pflegeunterhalt

### Nachteile
- Forderung nach einer Mindestleitfähigkeit
- Maximale Messstofftemperatur bei etwa 200 °C
- Mindestfließgeschwindigkeit (Ansprechbereich) ca. 0,5 m/s
- Neigt im Rohwasserbereich zu Ungenauigkeiten, da Eisenablagerungen Nennquerschnitt verringern